# Valdivia de Lontué (comuna)
Valdivia de Lontué fue una de las comunas que integró el antiguo departamento de Lontué, en la provincia de Talca.
En 1907, de acuerdo al censo de ese año, la comuna tenía una población de 6060 habitantes. Su territorio fue organizado por decreto del 22 de diciembre de 1891, a partir del territorio de las Subdelegaciones 3.° Lontué y 4.° Peteroa.

## Historia
La comuna fue creada por decreto del 22 de diciembre de 1891, con el territorio de las Subdelegaciones 3.° Lontué y 4.° Peteroa.
Francisco Solano Astaburuaga describe a la comuna, al describir el pueblo de Pichimávida (actual Lo Valdivia), en su Diccionario jeográfico de Chile (1899) sobre el lugar:: 550 

Pichimávida.—Aldea situada en el departamento de Lontué á unos 24 kilómetros hacia el NO. de la ciudad de Molina. Yace en un espacio plano del lado sur del río Mataquito poco más abajo de la confluencia del Lontué y el Teno, que lo forman. Consta de un caserío disperso que se reparte en cuatro calles que contienen 1,360 habitantes, una iglesia, escuelas gratuitas, estafeta y cultivados contornos. Tiene municipio con el nombre de Valdivia de Lontué, cuya jurisdicción es el territorio de las subdelegaciones de Lontué y Petorca. El título de Valdivia lo toma la aldea del apellido de antiguos propietarios de los terrenos en que se principió á asentar. La denominación primitiva viene de pichi y de mahuida, que significa pequeña montaña..

El decreto N.° 2.475 de 1930 traslada la cabecera de la comuna al pueblo de Sagrada Familia.
Esta comuna fue suprimida mediante la ley N.º 16.335 del 28 de septiembre de 1965. Su territorio después pasa a constituir la comuna de Sagrada Familia.